# Daniel Dennett
Daniel Clement Dennett III (Boston, 28. ožujka 1942. – Portland, Maine, 19. travnja 2024.) bio je američki filozof, znanstvenik i pisac čija su područja istraživanja filozofija uma i filozofija znanosti, posebno područja vezana za evolucijsku biologiju i kognitivnu znanost.
Sveučilišni je profesor filozofije na sveučilištu Tufts i zamjenik direktora Centra za kognitivne studije na istom sveučilištu. Dennett se samodeklarira kao ateist i sekularist, član je savjetodavnog odbora Američke koalicije za sekularizam i veliki pobornik pokreta Brights. Javnost i masmediji ga svrstavaju među "četiri jahača" novog ateizma, zajedno s Richardom Dawkinsom, Samom Harrisom i pokojnim Christopherom Hitchensom.

## Životopis
Daniel Dennett je rođen u Bostonu, kao sin Ruth Marjorie i Daniela Clementa Dennetta Jr. Dio djetinjstva proveo je u Libanonu, gdje je njegov otac radio kao protuobavještajni agent u Beirutu za vrijeme Drugog svjetskog rata. Otac mu umire u zrakoplovnoj nesreći dok je još bio dijete, te se nedugo zatim on i majka vraćaju u Sjedinjene Američke Države.
Pohađao je akademiju Phillips Exeter i proveo godinu dana na sveučilištu Wesleyan i u konačnici diplomirao filozofiju na sveučilištu Harvard 1963. pod mentorstvom profesora W. V. Quinea. Doktorirao je filozofiju 1965. na Oxfordskom sveučilištu.
Član je Međunarodne akademije humanizma, a 2004. godine Američka udruga humanista proglasila ga je humanistom godine. U veljači 2010. postao je član počasnog odbora zaklade "Slobode od religije" za posebne zasluge u tom području. Godine 2012. dobio je Erasmusovu nagradu, za posebne zasluge u promicanju kulture i znanosti u Europi.
U svojim se istraživanjima najviše bavi filozofskim pitanjma svijesti, filozofijom uma i umjetnom inteligencijom. Pripada filozofskoj struji funkcionalizma, koja u kognitivnoj znanosti zastupa stav da se funkcioniranje uma temelji na logičkim funkcijama koje se mogu matematički predstaviti.

## Objavljena djela
- Brainstorms: Philosophical Essays on Mind and Psychology (izdavač: MIT Press 1981.) (ISBN 0-262-54037-1)
- Elbow Room: The Varieties of Free Will Worth Wanting (izdavač: MIT Press 1984.) (ISBN 0-262-04077-8)
- The Mind's I (izdavač: Bantam 1985.) (ISBN 0-553-34584-2)
- Content and Consciousness (izdavač: Routledge & Kegan Paul Books Ltd; 2. izdanje, siječnja 1986.) (ISBN 0-7102-0846-4)
- The Intentional Stance (6. izdanje). The MIT Press. Cambridge, Massachusetts. 1996. ISBN 0-262-54053-3 (prvo izdanje 1987.)
- Consciousness Explained (izdavač: Back Bay Books 1992.) (ISBN 0-316-18066-1)
- Darwin's Dangerous Idea: Evolution and the Meanings of Life (izdavač: Simon & Schuster 1996.) (ISBN 0-684-82471-X).
- Kinds of Minds: Towards an Understanding of Consciousness (izdavač: Basic Books 1997-) (ISBN 0-465-07351-4)
- Brainchildren: Essays on Designing Minds (Representation and Mind) (izdavač: MIT Press 1998.) (ISBN 0-262-04166-9), zbirka eseja 1984. – 1996.
- Freedom Evolves (izdavač: Viking Press 2003) (ISBN 0-670-03186-0). Objavljeno u Hrvatskoj pod naslovom "Evolucija slobode" (izdavač: Algoritam 2009.)
- Sweet Dreams: Philosophical Obstacles to a Science of Consciousness (izdavač: MIT Press 2005.) (ISBN 0-262-04225-8)
- Breaking the Spell: Religion as a Natural Phenomenon (izdavač: Penguin Group 2006.) (ISBN 0-670-03472-X). Objavljeno u Hrvatskoj pod naslovom "Kraj čarolije: religija kao prirodna pojava" (izdavač: Jesenski i Turk 2009.)
- Neuroscience and Philosophy: Brain, Mind, and Language (izdavač: Columbia University Press 2007.) (ISBN 978-0-231-14044-7) zajedno s Maxwellom Bennettom, Peterom Hackerom, i Johnom Searleom
- Science and Religion (izdavač: Oxford University Press 2010.) (ISBN 0-199-73842-4) zajedno s Alvinom Plantingom
- Intuition Pumps And Other Tools for Thinking (izdavač: W. W. Norton & Company 6. svibnja 2013.) (ISBN 0-393-08206-7)
- Caught in the Pulpit: Leaving Belief Behind (Pitchstone Publishing – 2013.) (ISBN 978-1634310208) napisao s Lindom LaScola
- Inside Jokes: Using Humor to Reverse-Engineer the Mind (MIT Press – 2011.) (ISBN 978-0-262-01582-0), napisao s Matthewom M. Hurleyjem i Reginaldom B. Adamsom Jr.
- From Bacteria to Bach and Back: The Evolution of Minds (W. W. Norton & Company – 2017.) (ISBN 978-0-393-24207-2)
- I've Been Thinking (Allen Lane 2023.) (ISBN 978-0-393-86805-0)

## Vanjske poveznice
- Stranica sveučilišta Tufts, pristupljeno 05. kolovoza 2013.
- Dennettov profile na Scientific American Frontiers, pristupljeno 05. kolovoza 2013.
- Daniel Dennett na Information Philosopheru, pristupljeno 05. kolovoza 2013.